# Tour of Qatar 2013
Il Tour of Qatar 2013, dodicesima edizione della corsa, si svolse dal 3 all'8 febbraio su un percorso di 732 km ripartiti in 6 tappe. Fu vinto dal britannico Mark Cavendish della Omega Pharma-Quickstep davanti agli statunitensi Brent Bookwalter e all'altro statunitense Taylor Phinney.

## Tappe
| Tappa  | Data       | Percorso                                            | km    | Vincitore di tappa | Leader cl. generale |
| ------ | ---------- | --------------------------------------------------- | ----- | ------------------ | ------------------- |
| 1ª     | 3 febbraio | Katara Cultural Village > Dukhan                    | 145,2 | Brent Bookwalter   | Brent Bookwalter    |
| 2ª     | 4 febbraio | Al Rufaa Street > Al Rufaa Street (cron. a squadre) | 14    | BMC Racing Team    | Brent Bookwalter    |
| 3ª     | 5 febbraio | Al Wakra > Mesaieed                                 | 143   | Mark Cavendish     | Brent Bookwalter    |
| 4ª     | 6 febbraio | Camel Race Track > Al Khor Corniche                 | 160   | Mark Cavendish     | Mark Cavendish      |
| 5ª     | 7 febbraio | Al Zubara Fort > Madinat Al Shamal                  | 154   | Mark Cavendish     | Mark Cavendish      |
| 6ª     | 8 febbraio | Sealine Beach Resort > Doha Corniche                | 116   | Mark Cavendish     | Mark Cavendish      |
| Totale | Totale     | Totale                                              | 732   |                    |                     |

## Dettagli delle tappe

### 1ª tappa
- 3 febbraio: Katara Cultural Village > Dukhan – 145,2 km

| Pos. | Corridore        | Squadra     | Tempo    |
| ---- | ---------------- | ----------- | -------- |
| 1    | Brent Bookwalter | BMC         | 3h28'47" |
| 2    | Martin Elmiger   | IAM Cycling | s.t.     |
| 3    | Grégory Rast     | Radioshack  | s.t.     |

| Pos. | Corridore        | Squadra     | Tempo    |
| ---- | ---------------- | ----------- | -------- |
| 1    | Brent Bookwalter | BMC         | 3h28'37" |
| 2    | Martin Elmiger   | IAM Cycling | a 4"     |
| 3    | Grégory Rast     | Radioshack  | a 6"     |

### 2ª tappa
- 4 febbraio: Al Rufaa Street > Al Rufaa Street (cron. a squadre) – 14 km

| Pos. | Squadra                | Tempo  |
| ---- | ---------------------- | ------ |
| 1    | BMC Racing Team        | 16'07" |
| 2    | Sky Procycling         | a 5"   |
| 3    | Omega Pharma-Quickstep | a 10"  |

| Pos. | Corridore        | Squadra | Tempo    |
| ---- | ---------------- | ------- | -------- |
| 1    | Brent Bookwalter | BMC     | 3h44'44" |
| 2    | Taylor Phinney   | BMC     | a 6"     |
| 3    | Adam Blythe      | BMC     | a 10"    |

### 3ª tappa
- 5 febbraio: Al Wakra > Mesaieed – 143 km

| Pos. | Corridore      | Squadra     | Tempo    |
| ---- | -------------- | ----------- | -------- |
| 1    | Mark Cavendish | Omega Ph.   | 3h05'14" |
| 2    | Barry Markus   | Vacansoleil | s.t.     |
| 3    | Aidis Kruopis  | Orica       | s.t.     |

| Pos. | Corridore        | Squadra | Tempo    |
| ---- | ---------------- | ------- | -------- |
| 1    | Brent Bookwalter | BMC     | 6h49'58" |
| 2    | Taylor Phinney   | BMC     | a 6"     |
| 3    | Adam Blythe      | BMC     | a 7"     |

### 4ª tappa
- 6 febbraio: Camel Race Track > Al Khor Corniche – 160 km

| Pos. | Corridore       | Squadra     | Tempo    |
| ---- | --------------- | ----------- | -------- |
| 1    | Mark Cavendish  | Omega Ph.   | 3h30'05" |
| 2    | Barry Markus    | Vacansoleil | s.t.     |
| 3    | Andrea Guardini | Astana      | s.t.     |

| Pos. | Corridore        | Squadra   | Tempo     |
| ---- | ---------------- | --------- | --------- |
| 1    | Mark Cavendish   | Omega Ph. | 10h20'01" |
| 2    | Brent Bookwalter | BMC       | a 2"      |
| 3    | Taylor Phinney   | BMC       | a 8"      |

### 5ª tappa
- 7 febbraio: Al Zubara Fort > Madinat Al Shamal – 154 km

| Pos. | Corridore          | Squadra   | Tempo    |
| ---- | ------------------ | --------- | -------- |
| 1    | Mark Cavendish     | Omega Ph. | 3h11'11" |
| 2    | Yauheni Hutarovich | AG2R      | s.t.     |
| 3    | Aidis Kruopis      | Orica     | s.t.     |

| Pos. | Corridore        | Squadra   | Tempo     |
| ---- | ---------------- | --------- | --------- |
| 1    | Mark Cavendish   | Omega Ph. | 13h30'59" |
| 2    | Brent Bookwalter | BMC       | a 15"     |
| 3    | Taylor Phinney   | BMC       | a 20"     |

### 6ª tappa
- 8 febbraio: Sealine Beach Resort > Doha Corniche – 116 km

| Pos. | Corridore          | Squadra     | Tempo    |
| ---- | ------------------ | ----------- | -------- |
| 1    | Mark Cavendish     | Omega Ph.   | 2h24'31" |
| 2    | Yauheni Hutarovich | AG2R        | s.t.     |
| 3    | Barry Markus       | Vacansoleil | s.t.     |

| Pos. | Corridore        | Squadra   | Tempo     |
| ---- | ---------------- | --------- | --------- |
| 1    | Mark Cavendish   | Omega Ph. | 15h55'20" |
| 2    | Brent Bookwalter | BMC       | a 25"     |
| 3    | Taylor Phinney   | BMC       | a 26"     |

## Classifiche finali

### Classifica generale
| Pos. | Corridore            | Squadra                | Tempo     |
| ---- | -------------------- | ---------------------- | --------- |
| 1    | Mark Cavendish       | Omega Pharma-Quickstep | 15h55'20" |
| 2    | Brent Bookwalter     | BMC Racing Team        | a 25"     |
| 3    | Taylor Phinney       | BMC Racing Team        | a 26"     |
| 4    | Adam Blythe          | BMC Racing Team        | a 30"     |
| 5    | Bernhard Eisel       | Sky Procycling         | a 32"     |
| 6    | Greg Van Avermaet    | BMC Racing Team        | s.t.      |
| 7    | Michael Schär        | BMC Racing Team        | a 35"     |
| 8    | Edvald Boasson Hagen | Sky Procycling         | a 39"     |
| 9    | Luke Rowe            | Sky Procycling         | a 40"     |
| 10   | Geraint Thomas       | Sky Procycling         | s.t.      |